# Chaîne carbonée
 (juillet 2023).
Si vous disposez d'ouvrages ou d'articles de référence ou si vous connaissez des sites web de qualité traitant du thème abordé ici, merci de compléter l'article en donnant les références utiles à sa vérifiabilité et en les liant à la section « Notes et références ».
 (novembre 2024).
La mise en forme du texte ne suit pas les recommandations de Wikipédia : il faut le « wikifier ».
Les points d'amélioration suivants sont les cas les plus fréquents. Le détail des points à revoir est peut-être précisé sur la page de discussion.
- Les titres sont pré-formatés par le logiciel. Ils ne sont ni en capitales, ni en gras.
- Le texte ne doit pas être écrit en capitales (les noms de famille non plus), ni en gras, ni en italique, ni en « petit »…
- Le gras n'est utilisé que pour surligner le titre de l'article dans l'introduction, une seule fois.
- L'italique est rarement utilisé : mots en langue étrangère, titres d'œuvres, noms de bateaux, etc.
- Les citations ne sont pas en italique mais en corps de texte normal. Elles sont entourées par des guillemets français : « et ».
- Les listes à puces sont à éviter, des paragraphes rédigés étant largement préférés. Les tableaux sont à réserver à la présentation de données structurées (résultats, etc.).
- Les appels de note de bas de page (petits chiffres en exposant, introduits par l'outil «  Source ») sont à placer entre la fin de phrase et le point final[comme ça].
- Les liens internes (vers d'autres articles de Wikipédia) sont à choisir avec parcimonie. Créez des liens vers des articles approfondissant le sujet. Les termes génériques sans rapport avec le sujet sont à éviter, ainsi que les répétitions de liens vers un même terme.
- Les liens externes sont à placer uniquement dans une section « Liens externes », à la fin de l'article. Ces liens sont à choisir avec parcimonie suivant les règles définies. Si un lien sert de source à l'article, son insertion dans le texte est à faire par les notes de bas de page.
- La présentation des références doit suivre les conventions bibliographiques. Il est recommandé d'utiliser les modèles {{Ouvrage}}, {{Chapitre}}, {{Article}}, {{Lien web}} et/ou {{Bibliographie}}. Le mode d'édition visuel peut mettre en forme automatiquement les références.
- Insérer une infobox (cadre d'informations à droite) n'est pas obligatoire pour parachever la mise en page.

Pour une aide détaillée, merci de consulter Aide:Wikification.
Si vous pensez que ces points ont été résolus, vous pouvez retirer ce bandeau et améliorer la mise en forme d'un autre article.
La chaîne carbonée, appelée aussi squelette carboné, est, dans une molécule organique, la chaîne formée par un ensemble d'atomes de carbone contigus, par des liaisons covalentes. Il s'agit donc d'un enchaînement ininterrompu d'atomes de carbone : enchaînement linéaire ou formant un ou plusieurs cycles (composés aromatiques, cyclanes). Elle est considérée comme le squelette des molécules organiques. Une molécule organique peut avoir plusieurs chaînes carbonées reliées par des atomes tels l'oxygène (hétéroatome).

## Description
La chaîne carbonée sert à modéliser les différentes molécules en une formule semi-développée permettant de distinguer les différents isomères, ce que ne permet pas la formule brute, tout en étant plus compacte qu'une formule complètement développée.
Exemples :
- le méthane, de formule brute CH4, a une chaîne carbonée composée d'un seul atome de carbone. Sa formule semi-développée est identique à sa formule brute ;
- le butane, de formule brute C4H10, a une chaîne carbonée composée de quatre atomes de carbone. Sa formule semi-développée est CH3-CH2-CH2-CH3 ;
- l'éthylène, de formule brute C2H4, a une chaîne carbonée composée de deux atomes de carbone liés par une liaison double ( >=< ). Sa formule semi-développée est CH2=CH2 ;
- le benzène, de formule brute C6H6, a une chaine carbonée composée de six atomes de carbone disposés en hexagone. Une liaison sur deux est double ;
- l'éthanol, de formule brute C2H6O, a une chaîne carbonée composée de deux atomes de carbone. Sa formule semi-développée est CH3-CH2-OH ;
- la choline, de formule brute C5NH14O, a une chaîne carbonée interrompue par un atome d'azote. Sa formule semi-développée est

Dans une représentation développée ou semi-développée, les chaînes carbonées sont représentées par le symbole « R ». R est un groupe qui contient un nombre indéterminé de carbones reliés entre eux.
Les chaînes carbonées sous-entendent la présence d'atomes d'hydrogène pour saturer les atomes de carbone formant le squelette de la chaîne. Une chaîne est dite « saturée » si elle ne possède que des liaisons simples ; elle est dite « insaturée » si elle possède au minimum une liaison double entre deux atomes de carbone. Au sein d'une chaîne carbonée, il peut y avoir des liaisons simples, doubles ou triples (ce sont trois types de liaisons covalentes).
On peut distinguer plusieurs types de chaînes carbonées. Les chaînes disposant de la structure la plus simple sont les chaînes linéaires, constituées d'atomes de carbone mis à la « queue leu-leu » pour former une succession de zigzags (en effet, avec différents duets électroniques de l'atome de carbone, il n'est pas possible de créer une ligne parfaitement droite). Exemple : les molécules de propane, octane, hexane.
 Molécule d'octane (linéaire saturée).
Il existe les chaînes carbonées ramifiées : ce sont des chaînes linéaires auxquelles on ajoute une autre chaîne carbonée (ou un atome de carbone seul) sur l'un des atomes de carbone de la chaîne principale. Exemple :
 Molécule de 2,3-diméthylpentane, il s'agit d'une chaîne carbonée ramifiée car elle dispose d'atomes de carbone ailleurs que sur sa chaîne principale, sur les atomes de carbone no 2 et 3.
Il existe aussi les chaînes carbonées cycliques, où les deux extrémités de chaîne viennent se rejoindre. Exemples : cyclohexane, benzène.
 Chaîne cyclique (cyclohexane).